# برونيتتو
برونيتتو هيبلدية في مقاطعة كونيو في منطقة بيدمونت الإيطالية، وتقع على بعد حوالي 70 كيلومتر (43 ميل) جنوب شرق تورينو وحوالي 50 كيلومتر (31 ميل) شرق كونيو. حتى 31 ديسمبر 2004، كان عدد سكانها 492 نسمة ومساحتها 14.5 كيلومتر مربع (5.6 ميل2).  يعتمد سكانها في الغالب على الزراعة.
تقع مدينة برونيتتو على حدود البلديات التالية: كاستيليتتو أوتسوني، غوردزينو، غوتاسيكا، ليفيتسا، مومباركارو، مونيزيلو.

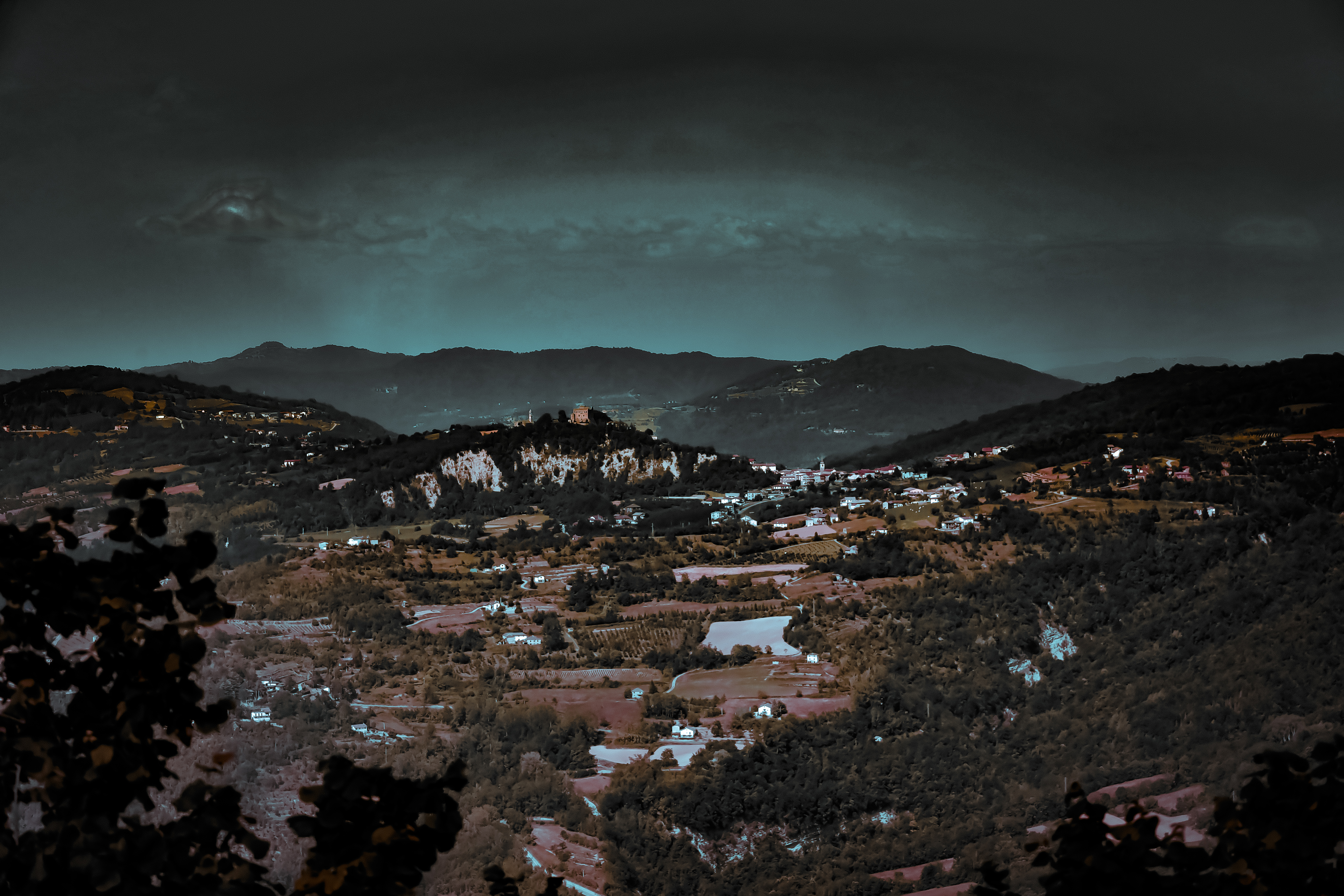
برونيتتو 2022 تيبيريوس ساندرز